# Coupe du monde de rugby à XV 2015
Navigation
Coupe du monde 2011 Coupe du monde 2019
La Coupe du monde de rugby à XV 2015 a lieu en Angleterre et au pays de Galles du 18 septembre au 31 octobre 2015. Il s'agit de la huitième édition de cette compétition disputée tous les quatre ans depuis 1987. L'annonce du pays organisateur a lieu le 29 juillet 2009. Les rencontres sont disputées en Angleterre, à l'exception de certains matchs accueillis au Millennium Stadium (renommé Principality Stadium pour des raisons commerciales) de Cardiff au pays de Galles. La Nouvelle-Zélande remporte la compétition en dominant l'Australie en finale.
Le tirage au sort des quatre poules de cinq équipes est effectué le 3 décembre 2012. Les quatre têtes de série sont l'Australie (poule A), l'Afrique du Sud (poule B), la Nouvelle-Zélande (tenante du titre, poule C) et la France (poule D). Les deux premières équipes de chaque poule se qualifient pour la phase à élimination directe avec les quarts de finale à partir du 17 octobre 2015.
Le premier tour est marqué par l'élimination de l'Angleterre après deux défaites en trois matchs, face au pays de Galles (25-28) et à l'Australie (13-33). C'est la première fois en Coupe du monde de rugby que la nation organisatrice, mais aussi que l'équipe d'Angleterre, n'atteint pas au minimum les quarts de finale. Les sept premières nations du classement mondial, avec l'Écosse (neuvième) sont présentes à la phase à élimination directe.
Les quatre quarts de finale se déroulent entre les équipes de l'hémisphère Sud opposées à celles du Nord qui sont toutes battues. Le 17 octobre à Cardiff, la Nouvelle-Zélande élimine la France par 62 à 13, le plus gros score d'un match éliminatoire de Coupe du monde. Pour la première fois, l'hémisphère Nord est absent du dernier carré, les demi-finales opposant les quatre nations de l'hémisphère Sud qui disputent annuellement le Rugby Championship.
La Nouvelle-Zélande et l'Australie s'affrontent le 31 octobre à Twickenham dans une finale inédite, après avoir éliminé respectivement l'Afrique du Sud et l'Argentine : les All Blacks s'imposent 34 à 17, devenant la première équipe à remporter trois Coupes du monde, et la première à conserver son titre, après sa victoire en 2011. C'est également la première fois que la Nouvelle-Zélande est sacrée à l'étranger. L'Australie disputait pour sa part sa quatrième finale, avec désormais un bilan de deux victoires et deux défaites. Vainqueur de l'Argentine 24 à 13 la veille dans la finale de bronze, l'Afrique du Sud termine troisième.
Cette Coupe du monde bat des records en termes de remplissage des stades (97 %, pour un total de 2 477 805 entrées payantes), ainsi que de nombre de spectateurs (89 267 à Wembley pour le match de groupe Irlande-Roumanie), et de téléspectateurs pour une rencontre (25 millions de Japonais regardent le match Japon-Samoa). Elle est également la plus profitable avec 210 millions de livres sterling (environ 240 millions d'euros) de produit net pour World Rugby.

## Préparation de l’événement

### Candidatures

#### Angleterre
Bien que l'Angleterre soit au même moment également sur les rangs pour organiser la Coupe du monde de football de 2018 et prépare les Jeux olympiques d'été de 2012, c'est pourtant elle qui remporte finalement la mise en juillet 2009. Elle organise la compétition pour la deuxième fois après l'édition de 1991.

#### Japon
Le Japon est considéré comme un candidat très sérieux pour organiser la Coupe du monde 2015 dans la mesure où il n'a été battu qu'au dernier tour par la Nouvelle-Zélande pour l'organisation de la Coupe du monde de 2011. En effet, il présente toutes les garanties en matière d'infrastructures et d'organisation et une Coupe du monde au Japon permettrait au rugby de s'implanter en Asie. Le vrai problème concerne la faible popularité du rugby dans ce pays par rapport à l'Océanie, à l'Afrique du Sud et à l'Europe.
Le Japon, officiellement candidat depuis le 30 septembre 2008, se voit octroyer l'organisation de la Coupe du monde 2019 le jour où l'Angleterre obtient celle de 2015.

#### Italie
L'Italie a officiellement déposé sa candidature. L'Italie dispose d'infrastructures suffisantes pour accueillir une telle compétition, certaines datant toutefois de la Coupe du monde de football de 1990 et qu'il faudrait rénover.

#### Écosse
La candidature écossaise a reçu un fort soutien de la part des politiciens (y compris Gordon Brown) et de la population écossaise. Cette nation est considérée comme l'option de la fiabilité grâce à l'expérience du Championnat du monde junior de rugby à XV organisé en 2004. De nombreuses figures de l'IRB se disent satisfaites de l'organisation écossaise. Cependant, l'Écosse manque d'infrastructures pour accueillir seule une compétition de cette taille : la construction de nouveaux stades et l'agrandissement des sites existants est un préalable. Une solution alternative consiste à délocaliser l'organisation de certains matchs au pays de Galles et en Irlande dans le cadre d'un Celtic Bid.

#### Argentine
La performance des Pumas lors de la Coupe du monde de rugby 2007 et le désir de l'IRB d'organiser la Coupe du monde sur un nouveau continent pousse l'Argentine à déclarer sa candidature. La rivalité locale avec le Brésil joue sans doute aussi dans la mesure où ce pays a obtenu l'organisation de la Coupe du monde de football de 2014.

#### Irlande
L'Irlande ayant reconstruit son vieux stade de Lansdowne Road en le renommant Aviva Stadium, ce dernier aurait pu accueillir le match d'ouverture et la finale. Cependant, tout comme l'Écosse, l'Irlande manque d'infrastructures pour organiser une compétition de cette importance. Elle devrait obtenir l'assistance du pays de Galles et de l'Écosse dans le cadre d'un Celtic bid : ceci n'aurait été possible que si l'Écosse avait accepté de passer son tour en faveur de sa cousine. Le 1er mai 2009, l'IRU annonce le retrait de sa candidature en raison du manque de soutien des autres nations britanniques, le pays de Galles ayant finalement décidé de soutenir l'Angleterre, en échange de matchs à Cardiff.

#### Afrique du Sud
En mai 2008, l'Afrique du Sud fait connaître son intérêt pour l'organisation de la Coupe du monde de rugby en 2015, l'organisation de la Coupe du monde de football de 2010 permettant la rénovation ou la construction de stades qui auraient été facilement réutilisables pour le rugby. Toutefois, la perspective d'une candidature aux Jeux olympiques de 2020 de Durban ou du Cap a pu freiner l'ardeur des pouvoirs publics, sa situation économique ne lui permettant en effet pas de prétendre à l'organisation des trois plus grands événements planétaires en dix ans.

### Ballon officiel

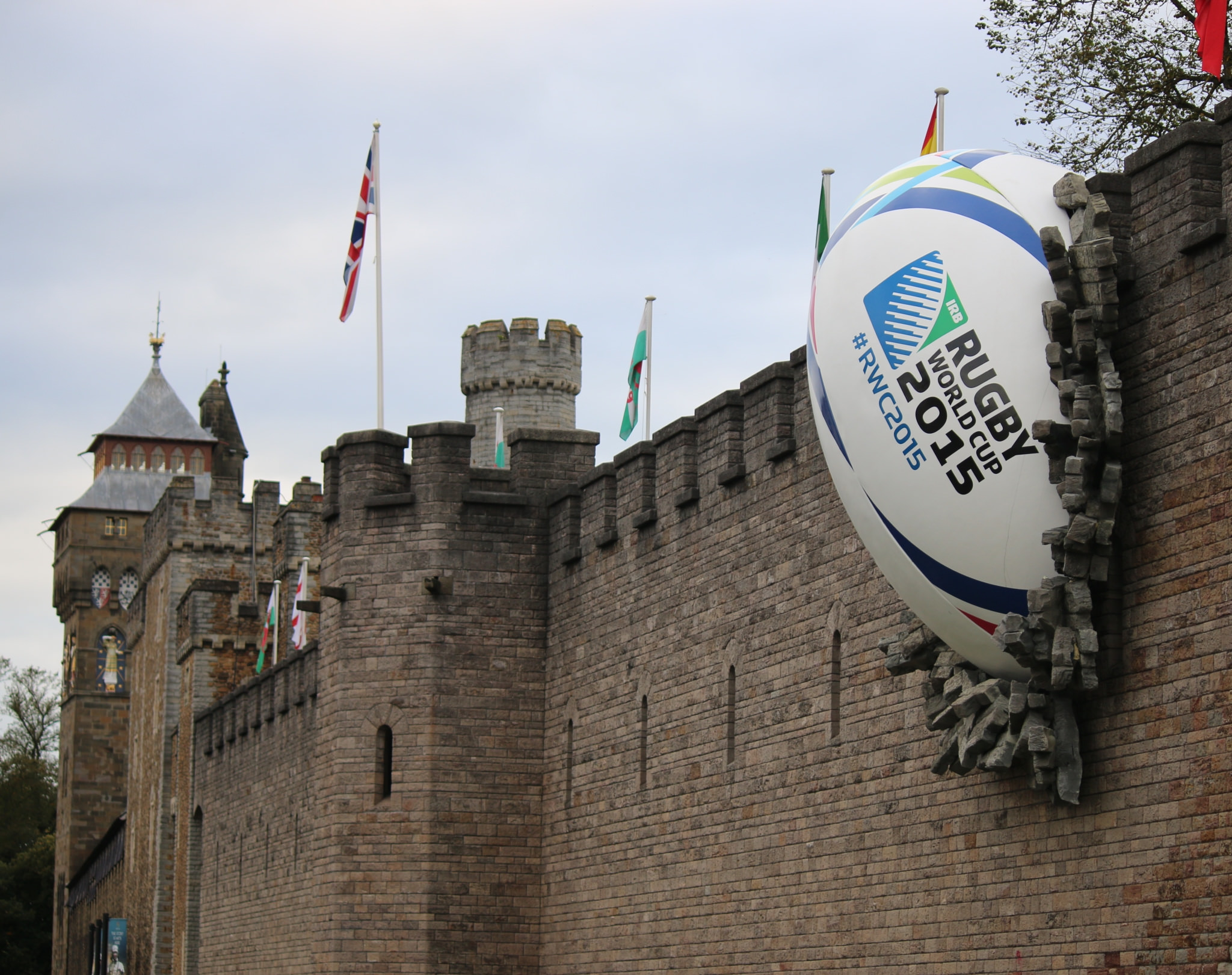
Ballon officiel de la Coupe du monde, au château de Cardiff.

Le 2 septembre 2013, le ballon officiel de la compétition est présenté par l'IRB. Le fournisseur demeure l'équipementier Gilbert. Le ballon a été conçu en collaboration avec des joueurs de différentes nations pour améliorer à la fois son efficacité et son rendement, grâce à certains détails comme la couleur de l'ovale. En effet, le contraste de couleur à la pointe du ballon permettrait aux joueurs de mieux le voir et donc d'éviter les en-avants. Il faut signaler aussi l'apparition d'une mention publicitaire #RWC2015 apposée sous le nom du fournisseur, preuve de l'importance prise par les médias sociaux comme Twitter ou Facebook depuis quelques années. Le ballon est mis en vente le 23 septembre 2013 et devait être utilisé à partir de 2014, permettant à tous les joueurs du monde de s'y familiariser.

### Villes et stades
Douze stades en Angleterre et un au pays de Galles sont retenus pour la compétition.
| Londres                                   | Londres                              | Londres                           | Cardiff (pays de Galles)                     |  |
| ----------------------------------------- | ------------------------------------ | --------------------------------- | -------------------------------------------- |  |
| Twickenham Capacité : 81 605              | Wembley Stadium Capacité : 90 000    | Stade olympique Capacité : 54 000 | Millennium Stadium Capacité : 74 154         |  |
| Le stade de Twickenham.                   | Le stade Wembley.                    | Le stade olympique.               | Le Millennium Stadium de Cardiff.            |  |
| Manchester                                | Newcastle upon Tyne                  | Leeds                             | Leicester                                    |  |
| Manchester City Stadium Capacité : 47 800 | St James' Park Capacité : 52 000     | Elland Road Capacité : 37 914     | Leicester City Stadium Capacité : 32 312     |  |
| City of Manchester Stadium.               | Le stade St James' Park à Newcastle. | Le stade Elland Road de Leeds.    | Le stade King Power Stadium.                 |  |
| Birmingham                                | Gloucester                           | Milton Keynes                     | Brighton                                     |  |
| Villa Park Capacité : 42 785              | Kingsholm Stadium Capacité : 16 500  | Stadium mk Capacité : 30 717      | Brighton Community Stadium Capacité : 30 750 |  |
| Villa Park.                               | Le Kingsholm Stadium.                | Le Stadium mk.                    | Le Falmer Stadium.                           |  |
| Exeter                                    |                                      |                                   |                                              |  |
| Sandy Park Capacité : 12 000              |                                      |                                   |                                              |  |
| Le Sandy Park.                            |                                      |                                   |                                              |  |

Dans un premier temps, il a été envisagé d'organiser des matchs à Old Trafford (Manchester), à l'Emirates Stadium (Londres) et à Anfield Road (Liverpool) mais ces stades n'ont finalement pas été retenus pour la phase finale.

## Qualifications
L'Angleterre est qualifiée en qualité de pays organisateur. Les douze équipes (dont fait partie l'Angleterre) s'étant classées parmi les trois premières de leur groupe lors de la Coupe du monde 2011 sont directement qualifiées. Les huit dernières places sont pourvues par les différents tournois qualificatifs continentaux.
| Carte                                                                                                  | Europe (FIRA-AER) | Amérique du Sud (CONSUR)                     | Afrique (CAR)                                     |
| --- | --- | -------------------------------------------- | ------------------------------------------------- |
| Planisphère représentant les pays qualifiés et ceux ayant aux qualifications de la Coupe du monde 2015 | - Angleterre PO : 8e phase finale - Écosse : 8e - France : 8e - Pays de Galles : 8e - Géorgie : 4e - Irlande : 8e - Italie : 8e - Roumanie : 8e | - Argentine : 8e phase finale - Uruguay : 3e | - Afrique du Sud : 6e phase finale - Namibie : 5e |
| Océanie (FORU)                                                                                         | - Angleterre PO : 8e phase finale - Écosse : 8e - France : 8e - Pays de Galles : 8e - Géorgie : 4e - Irlande : 8e - Italie : 8e - Roumanie : 8e | Amérique du Nord, Antilles, Caraïbes (NACRA) | Asie (ARFU)                                       |
| - Australie : 8e phase finale - Fidji : 7e - Nouvelle-Zélande T : 8e - Samoa : 7e - Tonga : 7e         | - Angleterre PO : 8e phase finale - Écosse : 8e - France : 8e - Pays de Galles : 8e - Géorgie : 4e - Irlande : 8e - Italie : 8e - Roumanie : 8e | - Canada : 8e phase finale - États-Unis : 7e | - Japon : 8e phase finale                         |

T : Tenante du titre 2011
- Les équipes qualifiées pour cette édition 2015 sont les mêmes que pour la Coupe du monde 2003.

## Acteurs de la Coupe du monde

### Arbitres
La liste est révélée par World Rugby (WR) au mois d'avril 2015. La sélection des arbitres gagne deux représentants par rapport à la précédente Coupe du monde. Aucun arbitre, ni juge de touche des zones Asie et Amérique du Nord n'est retenu cette fois encore.

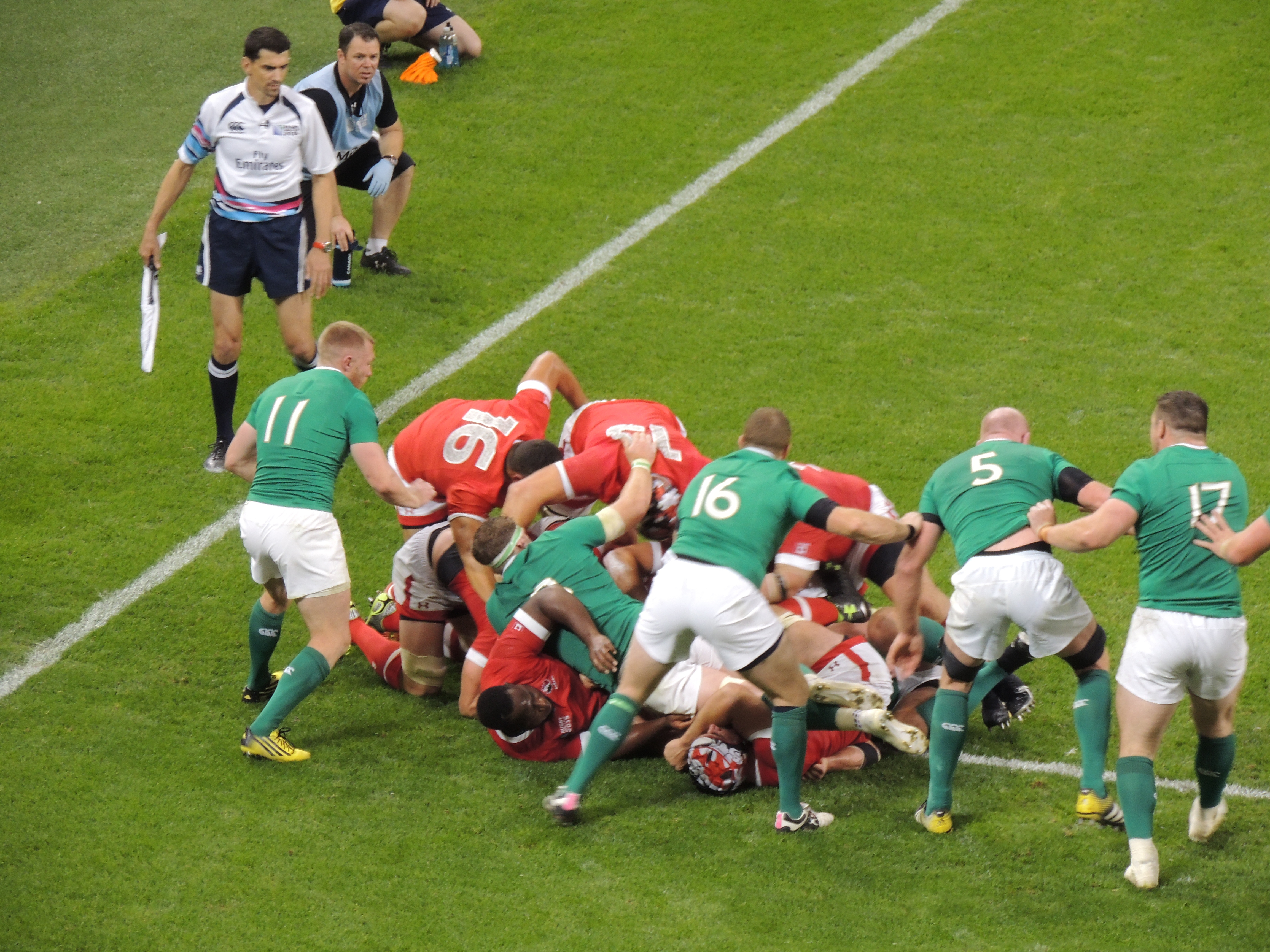
L'arbitre français Pascal Gaüzère.

Liste des douze arbitres choisis:
| Rugby Europe | Oceania Rugby                  | Rugby Afrique                 |
| --- | ------------------------------ | ----------------------------- |
| - Wayne Barnes - George Clancy - JP Doyle - Jérôme Garcès - Pascal Gaüzère - John Lacey - Nigel Owens - Romain Poite | - Glen Jackson - Chris Pollock | - Craig Joubert - Jaco Peyper |

## Cérémonie d'ouverture
La cérémonie d'ouverture a lieu le vendredi 18 septembre à 20 heures (heure française) au stade de Twickenham avant la rencontre Angleterre-Fidji.

## Phase finale

### Calendrier
| Phase de poule | V 18 | S 19 | D 20 | L 21 | M 22 | M 23 | J 24 | V 25 | S 26 | D 27 | L 28 | M 29 | M 30 | J 1  | V 2  | S 3  | D 4  | L 5  | M 6  | M 7  | J 8 | V 9 | S 10 | D 11 |
| -------------- | ---- | ---- | ---- | ---- | ---- | ---- | ---- | ---- | ---- | ---- | ---- | ---- | ---- | ---- | ---- | ---- | ---- | ---- | ---- | ---- | --- | --- | ---- | ---- |
| Cérémonies     | O    |      |      |      |      |      |      |      |      |      |      |      |      |      |      |      |      |      |      |      |     |     |      |      |
| Poule A        | 1    |      | 1    |      |      | 1    |      |      | 1    | 1    |      |      |      | 1    |      | 1    |      |      | 1    |      |     |     | 2    |      |
| Poule B        |      | 1    | 1    |      |      | 1    |      |      | 1    | 1    |      |      |      |      |      | 2    |      |      |      | 1    |     |     | 1    | 1    |
| Poule C        |      | 1    | 1    |      |      |      | 1    | 1    |      |      |      | 1    |      |      | 1    |      | 1    |      |      | 1    |     | 1   |      | 1    |
| Poule D        |      | 2    |      |      |      | 1    |      |      | 1    | 1    |      |      |      | 1    |      |      | 1    |      | 1    |      |     |     |      | 2    |
| Phase finale   | L 12 | M 13 | M 14 | J 15 | V 16 | S 17 | D 18 | L 19 | M 20 | M 21 | J 22 | V 23 | S 24 | D 25 | L 26 | M 27 | M 28 | J 29 | V 30 | S 31 |     |     |      |      |
| Cérémonies     |      |      |      |      |      |      |      |      |      |      |      |      |      |      |      |      |      |      |      | F    |     |     |      |      |
| Phase finale   |      |      |      |      |      | 2    | 2    |      |      |      |      |      | 1    | 1    |      |      |      |      | 1    | 1    |     |     |      |      |

| Légende |                 |
|         | Cérémonies      |
|         | Matchs de poule |
|         | Phase finale    |
|         | 3e place        |
|         | Finale          |

### Premier tour
Les vingt équipes sont réparties en quatre poules de cinq équipes. Chaque équipe affronte une fois chacun des adversaires de sa poule. Une victoire en phase de poules rapporte quatre points, un nul deux points et une défaite aucun. Une équipe qui marque au moins quatre essais est gratifiée d'un point de bonus offensif, alors qu'une équipe perdant par sept points ou moins bénéficie d'un point de bonus défensif. Les deux premières équipes de chaque poule sont qualifiées pour les quarts de finale. En cas d'égalité entre deux équipes, celles-ci sont départagées en considérant le vainqueur du match les ayant opposées. Si l'égalité persiste, elles sont départagées en considérant successivement la différence de points, la différence d'essais, le nombre de points marqués, le nombre d'essais marqués et en dernier lieu le rang au classement WR au 14 septembre 2015. Les troisièmes de chaque poule sont éliminés de la compétition mais qualifiés directement pour la Coupe du monde 2019.

#### Tirage au sort
Le tirage au sort a lieu le 3 décembre 2012. Les équipes sont réparties en cinq différents chapeaux de niveau. La répartition des douze équipes qualifiées d'office dans les trois premiers chapeaux est déterminée par leur position dans le classement WR au 3 décembre 2012. La tournée du mois de novembre revêt donc une importance certaine parce qu'elle fige le classement WR de référence et définit les têtes de séries (chapeau 1). En particulier, la France a pu souffler à l'Angleterre une place dans le premier chapeau. La répartition se fait comme suit :
- chapeau 1 :  Nouvelle-Zélande,  Afrique du Sud,  Australie,  France
- chapeau 2 :  Angleterre,  Irlande,  Samoa,  Argentine
- chapeau 3 :  Pays de Galles,  Italie,  Tonga,  Écosse
- chapeau 4 :  Fidji,  Géorgie,  Canada,  Japon
- chapeau 5 :  Roumanie,  Namibie,  États-Unis,  Uruguay

Le tirage au sort des poules est le suivant, :
| Poule A - Australie - Angleterre - Pays de Galles - Fidji - Uruguay | Poule B - Afrique du Sud - Samoa - Écosse - Japon - États-Unis | Poule C - Nouvelle-Zélande - Argentine - Tonga - Géorgie - Namibie | Poule D - France - Irlande - Italie - Canada - Roumanie |

#### Légende des classements
|  | Qualifié pour les quarts de finale et directement pour la Coupe du monde 2019.                   |
|  | Éliminé de la compétition mais qualifié directement pour la Coupe du monde 2019.                 |
|  | Éliminé de la compétition, participation requise aux qualifications pour la Coupe du monde 2019. |

#### Poule A
En étant battue par le pays de Galles puis par l'Australie, l'équipe d'Angleterre est mathématiquement éliminée dès son troisième match du premier tour. C'est la première fois dans l'histoire de la Coupe du monde de rugby que l'équipe d'Angleterre ne passe pas le premier tour et que la nation organisatrice n'atteint pas la phase à élimination directe.
L'Australie et Galles ayant remporté leurs trois premiers matchs, s'affrontent le 10 octobre pour la première place du groupe, dans ce qui peut être considéré comme une « finale de poule ». Les Wallabies s'imposent 15 à 6 dans une rencontre sans essai. L'Australie prend ainsi la première place de la poule avec quatre victoires pour affronter en quarts l'Écosse, deuxième de la poule B. De son côté, le pays de Galles doit défier l'Afrique du Sud en quarts. L'Angleterre termine sur une très large victoire face à l'Uruguay (60–3) et prend la troisième place, synonyme d'une qualification directe pour la Coupe du monde 2019 au Japon. Les Fidji terminent la compétition quatrième avec une victoire et trois défaites et l'Uruguay prend la cinquième place.
| Rang | Pays           | J | V | N | D | Bo | Bd | Pm  | Pe  | Diff | Pts |
| ---- | -------------- | - | - | - | - | -- | -- | --- | --- | ---- | --- |
| 1    | Australie      | 4 | 4 | 0 | 0 | 1  | 0  | 141 | 35  | +106 | 17  |
| 2    | Pays de Galles | 4 | 3 | 0 | 1 | 1  | 0  | 111 | 62  | +49  | 13  |
| 3    | Angleterre     | 4 | 2 | 0 | 2 | 2  | 1  | 133 | 75  | +58  | 11  |
| 4    | Fidji          | 4 | 1 | 0 | 3 | 1  | 0  | 84  | 101 | -17  | 5   |
| 5    | Uruguay        | 4 | 0 | 0 | 4 | 0  | 0  | 30  | 226 | -196 | 0   |

#### Poule B
Bien que favoris, les Springboks d'Afrique du Sud sont battus lors de leur premier match par le Japon 34 à 32, dans ce qui deviendra connu comme le « miracle de Brighton ». Malgré cela, ils finissent premiers de la poule après leur dernière rencontre du premier tour remportée 64 à 0 face aux États-Unis, s'assurant un quart de finale dans le haut du tableau face au pays de Galles, deuxième de la poule A. L'Écosse à la deuxième place affronte l'Australie en quart de finale, grâce à sa victoire 36 à 33 sur les îles Samoa (qui réussissent, malgré la défaite, à obtenir les deux points de bonus), lors de son dernier match du premier tour. Le Japon, qualifié pour la prochaine Coupe du Monde qu'elle accueille en 2019, est la première équipe de l'histoire à être éliminée au tour initial malgré trois victoires, ratant la qualification pour les quarts de finale à cause de l'absence de points de bonus.
| Rang | Pays           | J | V | N | D | Bo | Bd | Pm  | Pe  | Diff | Pts |
| ---- | -------------- | - | - | - | - | -- | -- | --- | --- | ---- | --- |
| 1    | Afrique du Sud | 4 | 3 | 0 | 1 | 3  | 1  | 176 | 56  | +120 | 16  |
| 2    | Écosse         | 4 | 3 | 0 | 1 | 2  | 0  | 136 | 93  | +43  | 14  |
| 3    | Japon          | 4 | 3 | 0 | 1 | 0  | 0  | 98  | 100 | -2   | 12  |
| 4    | Samoa          | 4 | 1 | 0 | 3 | 1  | 1  | 69  | 124 | -55  | 6   |
| 5    | États-Unis     | 4 | 0 | 0 | 4 | 0  | 0  | 50  | 156 | -106 | 0   |

#### Poule C
La Nouvelle-Zélande boucle son premier tour avec quatre victoires dont trois bonifiées, soit 19 points sur 20 possibles. Largement premiers de leur poule, les All Blacks affrontent en quart de finale la France, deuxième de la poule D. L'équipe d'Irlande (première de la poule D) est promise à l'Argentine, assurée de la deuxième place avant son dernier match, remporté face à la Namibie. La Géorgie, troisième, est directement qualifiée pour la 2019 au Japon, tandis que la Namibie, qui a enregistré quatre défaites, a toutefois réussi à marquer le tout premier point de classement de son histoire dans cette compétition, grâce à un bonus défensif remporté lors de sa courte défaite d'un point face à la Géorgie.
| Rang | Pays             | J | V | N | D | Bo | Bd | Pm  | Pe  | Diff | Pts |
| ---- | ---------------- | - | - | - | - | -- | -- | --- | --- | ---- | --- |
| 1    | Nouvelle-Zélande | 4 | 4 | 0 | 0 | 3  | 0  | 174 | 49  | +125 | 19  |
| 2    | Argentine        | 4 | 3 | 0 | 1 | 3  | 0  | 179 | 70  | +109 | 15  |
| 3    | Géorgie          | 4 | 2 | 0 | 2 | 0  | 0  | 53  | 123 | -70  | 8   |
| 4    | Tonga            | 4 | 1 | 0 | 3 | 1  | 1  | 70  | 130 | -60  | 6   |
| 5    | Namibie          | 4 | 0 | 0 | 4 | 0  | 1  | 70  | 174 | -104 | 1   |

#### Poule D
Toutes deux invaincues après leurs trois premiers matchs, la France et l'Irlande s'affrontent le 11 octobre dans une véritable « finale de poule » avec la première place du groupe comme enjeu. Les Irlandais l'emportent sans discussion (24-9) avec deux essais à rien pour la France. Cela permet à l'Irlande de rencontrer en quart de finale l'Argentine, deuxième de la poule C, alors que la France retrouve en quart, tout comme en 2007 dans la même enceinte (le Millenium de Cardiff) les All Blacks de Nouvelle-Zélande, qu'ils avaient éliminés huit ans plus tôt. Le Canada quitte la compétition avec quatre défaites en autant de rencontres, tandis que l'Italie, victorieuse face à la Roumanie le 11 octobre, se classe à la troisième place, synonyme de qualification directe à la Coupe du monde 2019 au Japon.
| Rang | Pays     | J | V | N | D | Bo | Bd | Pm  | Pe  | Diff | Pts |
| ---- | -------- | - | - | - | - | -- | -- | --- | --- | ---- | --- |
| 1    | Irlande  | 4 | 4 | 0 | 0 | 2  | 0  | 134 | 35  | +99  | 18  |
| 2    | France   | 4 | 3 | 0 | 1 | 2  | 0  | 120 | 63  | +57  | 14  |
| 3    | Italie   | 4 | 2 | 0 | 2 | 1  | 1  | 74  | 88  | -14  | 10  |
| 4    | Roumanie | 4 | 1 | 0 | 3 | 0  | 0  | 60  | 129 | -69  | 4   |
| 5    | Canada   | 4 | 0 | 0 | 4 | 0  | 2  | 58  | 131 | -73  | 2   |

### Phase à élimination directe
Il n'y a pas de tirage au sort pour déterminer les affiches de la phase à élimination directe. À noter qu'à partir de cette phase, tous les matchs se jouent dans les seules villes de Londres (stades olympique et de Twickenham) et de Cardiff (Millennium Stadium). Aucun outsider ne crée la surprise en passant les poules, avec les sept premières nations du classement mondial, plus l'Écosse qui est neuvième. Les quarts de finale opposent deux à deux des équipes des deux hémisphères. En quart de finale, la France subit une défaite historique face à la Nouvelle-Zélande (62-13) avec un écart de 49 points, le plus important jamais enregistré dans un match à élimination directe en Coupe du monde.
Pour la première fois, les demi-finales se jouent uniquement entre équipes de l'hémisphère Sud,.
|  | Quarts de finale                             | Quarts de finale                    |                                           |                                           | Demi-finales                        | Demi-finales                        |    |  | Finale                              | Finale                              |
|  | Quarts de finale                             | Quarts de finale                    |                                           |                                           | Demi-finales                        | Demi-finales                        |    |  | Finale                              | Finale                              |
|  |                                              |                                     |                                           |                                           |                                     |                                     |    |  |                                     |                                     |
|  | le 17 octobre à Twickenham, Londres          | le 17 octobre à Twickenham, Londres |                                           |                                           | le 24 octobre à Twickenham, Londres | le 24 octobre à Twickenham, Londres |    |  | le 31 octobre à Twickenham, Londres | le 31 octobre à Twickenham, Londres |
|  | le 17 octobre à Twickenham, Londres          | le 17 octobre à Twickenham, Londres |                                           |                                           | le 24 octobre à Twickenham, Londres | le 24 octobre à Twickenham, Londres |    |  | le 31 octobre à Twickenham, Londres | le 31 octobre à Twickenham, Londres |
|  | Afrique du Sud                               | 23                                  |                                           |                                           | le 24 octobre à Twickenham, Londres | le 24 octobre à Twickenham, Londres |    |  | le 31 octobre à Twickenham, Londres | le 31 octobre à Twickenham, Londres |
|  | Afrique du Sud                               | 23                                  |                                           |                                           | le 24 octobre à Twickenham, Londres | le 24 octobre à Twickenham, Londres |    |  | le 31 octobre à Twickenham, Londres | le 31 octobre à Twickenham, Londres |
|  | Pays de Galles                               | 19                                  |                                           |                                           | le 24 octobre à Twickenham, Londres | le 24 octobre à Twickenham, Londres |    |  | le 31 octobre à Twickenham, Londres | le 31 octobre à Twickenham, Londres |
|  | Pays de Galles                               | 19                                  | Afrique du Sud                            | 18                                        |                                     |                                     |    |  | le 31 octobre à Twickenham, Londres | le 31 octobre à Twickenham, Londres |
|  | le 17 octobre au Millennium Stadium, Cardiff |                                     | Afrique du Sud                            | 18                                        |                                     |                                     |    |  | le 31 octobre à Twickenham, Londres | le 31 octobre à Twickenham, Londres |
|  |                                              | Nouvelle-Zélande                    | 20                                        |                                           |                                     |                                     |    |  | le 31 octobre à Twickenham, Londres | le 31 octobre à Twickenham, Londres |
|  | Nouvelle-Zélande                             | Nouvelle-Zélande                    | 20                                        | 62                                        |                                     |                                     |    |  | le 31 octobre à Twickenham, Londres | le 31 octobre à Twickenham, Londres |
|  | Nouvelle-Zélande                             |                                     |                                           | 62                                        |                                     |                                     |    |  | le 31 octobre à Twickenham, Londres | le 31 octobre à Twickenham, Londres |
|  | France                                       | 13                                  |                                           |                                           |                                     |                                     |    |  | le 31 octobre à Twickenham, Londres | le 31 octobre à Twickenham, Londres |
|  | France                                       | 13                                  | Nouvelle-Zélande                          | 34                                        |                                     |                                     |    |  |                                     |                                     |
|  | le 18 octobre au Millennium Stadium, Cardiff |                                     | Nouvelle-Zélande                          | 34                                        |                                     |                                     |    |  |                                     |                                     |
|  |                                              | Australie                           | 17                                        |                                           |                                     |                                     |    |  |                                     |                                     |
|  | Irlande                                      | Australie                           | 17                                        | 20                                        |                                     |                                     |    |  |                                     |                                     |
|  | Irlande                                      | le 25 octobre à Twickenham, Londres |                                           | 20                                        |                                     |                                     |    |  |                                     |                                     |
|  | Argentine                                    | 43                                  |                                           |                                           |                                     |                                     |    |  |                                     |                                     |
|  | Argentine                                    | 43                                  | Argentine                                 | 15                                        |                                     |                                     |    |  |                                     |                                     |
|  | le 18 octobre à Twickenham, Londres          | le 18 octobre à Twickenham, Londres | Argentine                                 | 15                                        | Match pour la 3e place              | Match pour la 3e place              |    |  |                                     |                                     |
|  | le 18 octobre à Twickenham, Londres          | le 18 octobre à Twickenham, Londres |                                           | Australie                                 | Match pour la 3e place              | Match pour la 3e place              | 29 |  |                                     |                                     |
|  | Australie                                    | 35                                  | le 30 octobre au Stade olympique, Londres | le 30 octobre au Stade olympique, Londres |                                     |                                     | 29 |  |                                     |                                     |
|  | Australie                                    | 35                                  | le 30 octobre au Stade olympique, Londres | le 30 octobre au Stade olympique, Londres |                                     |                                     |    |  |                                     |                                     |
|  | Écosse                                       | 34                                  |                                           | Afrique du Sud                            | 24                                  |                                     |    |  |                                     |                                     |
|  | Écosse                                       | 34                                  |                                           | Afrique du Sud                            | 24                                  |                                     |    |  |                                     |                                     |
|  |                                              |                                     |                                           |                                           |                                     |                                     |    |  | Argentine                           | 13                                  |
|  |                                              |                                     |                                           |                                           |                                     |                                     |    |  | Argentine                           | 13                                  |

#### Quarts de finale
| 17 octobre 2015 16 h 00 UTC+1 | Afrique du Sud                                                                               | 23 - 19 (12-13) | Pays de Galles                                                                                                   | Twickenham, Londres 79 572 spectateurs Arbitre : Wayne Barnes |
| 17 octobre 2015 16 h 00 UTC+1 | Essai(s) : Du Preez 75e Pénalité(s) : 5 Pollard 9e, 13e, 17e, 21e, 62e Drop(s) : Pollard 52e |                 | Essai(s) : G.Davies 18e Transformation(s) : Biggar 19e Pénalité(s) : 3 Biggar 15e, 47e, 64e Drop(s) : Biggar 40e | Twickenham, Londres 79 572 spectateurs Arbitre : Wayne Barnes |
| 17 octobre 2015 16 h 00 UTC+1 |                                                                                              |                 | | Twickenham, Londres 79 572 spectateurs Arbitre : Wayne Barnes |

Évolution du score : 3-0, 6-0, 6-3, 9-3, 9-10, 12-10, 12-13, mt, 12-16, 15-16, 18-16, 18-19, 23-19
Lors de ce match d'ouverture de la phase éliminatoire entre les Springboks et le pays de Galles, ces deux équipes sont favorites pour atteindre la demi-finale. Pourtant, malgré une meilleure conservation du ballon, les Springboks encaissent un essai de Davies à la 18e minute. Les deux équipes se neutralisent, le score est serré jusqu'à la fin de la première mi-temps, et durant la majeure partie de la seconde. Il faudra attendre la 75e minute pour que Du Preez délivre son équipe et l'envoie en demi-finale.
| 17 octobre 2015 20 h 00 UTC+1 | Nouvelle-Zélande | 62 - 13 (29-13) | France | Millennium Stadium, Cardiff 71 619 spectateurs Arbitre : Nigel Owens |
| 17 octobre 2015 20 h 00 UTC+1 | Essai(s) : 9 Retallick 11e Milner-Skudder 23e Savea 29e, 38e, 59e Kaino 50e Read 64e Kerr-Barlow 68e, 71e Transformation(s) : 7 Carter 12e, 25e, 31e, 60e, 66e, 68e, 72e Pénalité(s) : Carter 7e |                 | Essai(s) : Picamoles 36e Transformation(s) : Parra 37e Pénalité(s) : 2 Spedding 9e Parra 15e Carton(s) jaune(s) : Picamoles 47e-57e | Millennium Stadium, Cardiff 71 619 spectateurs Arbitre : Nigel Owens |
| 17 octobre 2015 20 h 00 UTC+1 | |                 | | Millennium Stadium, Cardiff 71 619 spectateurs Arbitre : Nigel Owens |

Évolution du score : 3-0, 3-3, 10-3, 10-6, 17-6, 24-6, 24-13, 29-13, mt, 34-13, 41-13, 48-13, 55-13, 62-13
Ce match rappelle le quart-de-finale de la Coupe du monde 2007. En effet, certains éléments sont identiques : les All Blacks, vainqueurs de la poule C, affrontent les Français, sortis deuxièmes de la poule D, dans le Millenium Stadium de Cardiff en quart de finale. Mais, alors que les Bleus furent vainqueurs en 2007, c'est la Nouvelle-Zélande qui donne le ton de cette rencontre, en manquant de marquer un premier essai dès les premières minutes du match. Les Néo-Zélandais inscrivent quatre essais durant la première mi-temps, contre un seul pour les Français à cinq minutes de la pause. Cette domination des Blacks se confirme en deuxième mi-temps, avec cinq essais inscrits, dont quatre transformés, alors que le XV de France ne trouve pas la faille et semble totalement impuissant, n'arrivant pas à inscrire le moindre point supplémentaire. Ainsi, les All Blacks s'imposent 62 à 13. Avec 49 points d'écart, ce match devient la plus lourde défaite pour les Français en Coupe du monde. C'est même leur pire défaite de leur histoire depuis le test match de juin 2007 où les Bleus sont battus 61 à 10 par les Blacks. C'est aussi le score et la différence de points les plus lourds jamais connus en phase à élimination directe de Coupe du monde. Enfin, les All Blacks deviennent alors l'équipe qui a le plus souvent atteint le dernier carré en Coupe du monde (sept fois sur huit, leur seul échec avant les demi-finales étant donc en 2007).
| 18 octobre 2015 13 h 00 UTC+1 | Irlande | 20 - 43 (10-20) | Argentine | Millennium Stadium, Cardiff 72 316 spectateurs Arbitre : Jérôme Garcès |
| 18 octobre 2015 13 h 00 UTC+1 | Essai(s) : 2 Fitzgerald 26e Murphy 44e Transformation(s) : 2/2 Madigan 27e, 45e Pénalité(s) : 2 Madigan 20e, 53e |                 | Essai(s) : 4 Moroni 3e Imhoff 10e, 73e Tuculet 69e Transformation(s) : 4/4 Sánchez 5e, 10e, 70e, 74e Pénalité(s) : 5 Sánchez 13e, 22e, 51e, 64e, 77e Carton(s) jaune(s) : Herrera 17e | Millennium Stadium, Cardiff 72 316 spectateurs Arbitre : Jérôme Garcès |
| 18 octobre 2015 13 h 00 UTC+1 | |                 | | Millennium Stadium, Cardiff 72 316 spectateurs Arbitre : Jérôme Garcès |

Évolution du score : 0-7, 0-14, 0-17, 3-17, 3-20, 10-20, mt, 17-20, 17-23, 20-23, 20-26, 20-33, 20-40, 20-43
Ce quart-de-finale oppose le XV du Trèfle aux Pumas, qui dans les dix premières minutes inscrivent deux essais transformés, et une pénalité quelques minutes plus tard (0-17). Les Irlandais commettent beaucoup d'erreurs, en rendant le ballon aux Argentins, même s'ils inscrivent un essai transformé et une pénalité (10-20 à la mi-temps). Au retour des vestiaires, c'est pourtant l'Irlande qui domine le début de la seconde mi-temps jusqu'à la soixantième minute, manquant à certains moments de prendre la tête du match. Mais les Argentins ne cèdent pas et inscrivent deux essais dans le dernier quart d'heure.
L'Irlande échoue une fois de plus aux portes de la demi-finale, stade de la compétition jamais atteint par le XV du trèfle. Et les Pumas filent vers les demi-finales pour la seconde fois après 2007.
| 18 octobre 2015 16 h 00 WET | Australie | 35 - 34 (15-16) | Écosse | Twickenham, Londres 77 110 spectateurs Arbitre : Craig Joubert |
| 18 octobre 2015 16 h 00 WET | Essai(s) : 5 Ashley-Cooper 9e Mitchell 30e, 43e Hooper 40e Kuridrani 64e Transformation(s) : 2/5 Foley 44e, 65e Pénalité(s) : 2 Foley 54e, 80e |                 | Essai(s) : 3 Horne 18e Seymour 59e Bennett 74e Transformation(s) : 2/3 Laidlaw 19e, 75e Pénalité(s) : 5 Laidlaw 14e, 21e, 34e, 47e, 69e Carton(s) jaune(s) : Maitland 42e | Twickenham, Londres 77 110 spectateurs Arbitre : Craig Joubert |
| 18 octobre 2015 16 h 00 WET | |                 | | Twickenham, Londres 77 110 spectateurs Arbitre : Craig Joubert |

Évolution du score : 5-0, 5-3, 5-10, 5-13, 10-13, 10-16, 15-16, mt, 22-16, 22-19, 22-24, 29-24, 32-24, 32-27, 32-34, 35-34
Les Australiens, favoris, passent tout près de la défaite. Alors qu'ils ouvrent la marque avec un essai non transformé, ce sont les Écossais qui mènent ensuite au score grâce à la botte de Laidlaw, qui inscrit plusieurs pénalités, alors que les Wallabies sont assez malchanceux avec Foley qui manque plusieurs transformations et pénalités. Au retour des vestiaires, le score reste serré, puis l'Écosse prend l'avantage sous la pluie à cinq minutes de la fin grâce à un essai sur interception inscrit par Bennett et transformé par Laidlaw. L'Écosse semble proche de la qualification mais c'est l'Australie qui remporte ce match d'un point grâce à une pénalité réussie en toute fin de la rencontre. L'arbitre Craig Joubert est a posteriori déjugé par World Rugby au sujet de l'octroi de cette pénalité cruciale sanctionnant un hors-jeu, sur la base d'observations de sa commission d'arbitrage. Avec la qualification de l'Australie, les demi-finales sont, pour la première fois dans l'histoire de la compétition, constituées uniquement d'équipes de l'hémisphère sud.

#### Demi-finales
| 24 octobre 2015 16 h 00 UTC+1 | Afrique du Sud                                                                                | 18 - 20 (12-7) | Nouvelle-Zélande | Twickenham, Londres 80 090 spectateurs Arbitre : Jérôme Garcès |
| 24 octobre 2015 16 h 00 UTC+1 | Pénalité(s) : 6 Pollard 3e, 11e, 21e, 39e, 58e Lambie 69e Carton(s) jaune(s) : Habana 52e-62e |                | Essai(s) : 2 Kaino 6e Barrett 52e Transformation(s) : 2/2 Carter 9e, 53e Pénalité(s) : Carter 60e Drop(s) : Carter 46e Carton(s) jaune(s) : Kaino 39e-49e | Twickenham, Londres 80 090 spectateurs Arbitre : Jérôme Garcès |
| 24 octobre 2015 16 h 00 UTC+1 |                                                                                               |                | | Twickenham, Londres 80 090 spectateurs Arbitre : Jérôme Garcès |

Évolution du score : 3-0, 3-7, 6-7, 9-7, 12-7, mt, 12-10, 12-17, 15-17, 15-20, 18-20
Après l'ouverture du score par le Sud-Africain Handré Pollard, les All Blacks, inscrivent un essai par Jerome Kaino dès la sixième minute, mais ils commettent beaucoup de fautes, ce qui permet aux Springboks de rester dans la course en marquant des pénalités, allant jusqu'à dominer les Néo-Zélandais au niveau du score à la mi-temps (12-7). Lors de la seconde mi-temps, ces derniers, par la botte de Dan Carter et grâce à un deuxième essai marqué par Beauden Barrett, parviennent à prendre un avantage de deux points et à le conserver jusqu'au bout pour accéder à leur quatrième finale de Coupe du monde après 1987, 2011 (victoires) et 1995 (défaite). Quant à l'Afrique du Sud, elle dispute le match pour la troisième place pour la seconde fois après 1999.
| 25 octobre 2015 16 h 00 UTC+1 | Argentine                                                                            | 15 - 29 (9-19) | Australie | Twickenham, Londres 80 025 spectateurs Arbitre : Wayne Barnes |
| 25 octobre 2015 16 h 00 UTC+1 | Pénalité(s) : 5 Sánchez 7e, 24e, 36e, 45e, 55e Carton(s) jaune(s) : Lavanini 26e-36e |                | Essai(s) : 4 Simmons 2e Ashley-Cooper 10e, 32e, 72e Transformation(s) : 3/4 Foley 2e, 10e, 72e Pénalité(s) : Foley 48e | Twickenham, Londres 80 025 spectateurs Arbitre : Wayne Barnes |
| 25 octobre 2015 16 h 00 UTC+1 |                                                                                      |                | | Twickenham, Londres 80 025 spectateurs Arbitre : Wayne Barnes |

Évolution du score : 0-7, 3-7, 3-14, 6-14, 6-19, 9-19, mt, 12-19, 12-22, 15-22, 15-29
Les Australiens se détachent au score dès les dix minutes initiales en marquant d'entrée un premier essai sur interception par Rob Simmons puis un deuxième par Adam Ashley-Cooper pour mener 14 à 3. L'ailier Wallaby alourdit le score par un essai supplémentaire en supériorité numérique à huit minutes de la fin de la première mi-temps. Maintenue dans le match par la botte de Nicolás Sánchez qui réussit à passer cinq pénalités sur cinq tentatives, l'Argentine ne parvient pas à refaire son retard initial. Elle se rapproche toutefois à sept points — soit la possibilité d'égaliser sur un essai transformé — en deuxième mi-temps (15-22), mais le troisième essai d'Ashley-Cooper, à la conclusion d'un exploit personnel de Drew Mitchell (sept défenseurs éliminés dans la largeur du terrain), met l'Australie hors de portée. Particulièrement appliquée en défense, l'équipe de Michael Cheika interdit aux Pumas de marquer le moindre essai. L'Australie rejoint la Nouvelle-Zélande pour une finale de Coupe du monde inédite, bien que les deux équipes parviennent pour la quatrième fois à ce stade ultime de la compétition, et visent toutes deux une troisième couronne planétaire.

#### Match pour la3eplace
| 30 octobre 2015 20 h 00 UTC+1 | Afrique du Sud | 24 - 13 (16-0) | Argentine | Stade olympique, Londres 55 925 spectateurs Arbitre : John Lacey |
| 30 octobre 2015 20 h 00 UTC+1 | Essai(s) : 2 Pietersen 6e Etzebeth 43e Transformation(s) : 1/2 Pollard Pénalité(s) : 4 Pollard 14e, 33e, 40e, 48e |                | Essai(s) : Orlandi 80e+2 Transformation(s) : Sanchez Pénalité(s) : Sanchez 53e Drop(s) : Sanchez 42e Carton(s) jaune(s) : Cubelli 5e | Stade olympique, Londres 55 925 spectateurs Arbitre : John Lacey |
| 30 octobre 2015 20 h 00 UTC+1 | |                | | Stade olympique, Londres 55 925 spectateurs Arbitre : John Lacey |

Évolution du score : 7-0, 10-0, 13-0, 16-0, mt, 16-3, 21-3, 21-6, 24-6, 24-13
Privés de quatre titulaires blessés (Joaquín Tuculet, Juan Martín Hernández, Juan Imhoff et Agustín Creevy), les Argentins démarrent mal le match en encaissant un essai sud-africain d'entrée et en jouant à quatorze à la suite de l'expulsion temporaire du demi de mêlée Tomás Cubelli. Le buteur springbok Handré Pollard porte le score à 16 à 0 à la mi-temps. Malgré les efforts de Nicolas Sanchez qui termine meilleur buteur de cette Coupe du monde avec 97 points, les Pumas ne reviendront pas au score et concéderont même un nouvel essai marqué par le deuxième ligne Eben Etzebeth. Menés 24 à 6, les Argentins parviennent à marquer un essai en force dans les arrêts de jeu. L'Afrique du Sud, double championne du monde, monte sur la troisième marche du podium comme en 1999.

#### Finale
| 31 octobre 2015 16 h 00 WET | Nouvelle-Zélande | 34 - 17 (16-3) | Australie                                                                                   | Twickenham, Londres 80 125 spectateurs Arbitre : Nigel Owens |
| 31 octobre 2015 16 h 00 WET | Essai(s) : 3 Milner-Skudder 39e Nonu 42e Barrett 79e Transformation(s) : 2/3 Carter 39e, 79e Pénalité(s) : 4 Carter 8e, 26e, 36e, 75e Drop(s) : Carter 70e Carton(s) jaune(s) : B. Smith 52e |                | Essai(s) : 2 Pocock 53e Kuridrani 64e Transformation(s) : 2/2 Foley Pénalité(s) : Foley 14e | Twickenham, Londres 80 125 spectateurs Arbitre : Nigel Owens |
| 31 octobre 2015 16 h 00 WET | |                |                                                                                             | Twickenham, Londres 80 125 spectateurs Arbitre : Nigel Owens |

Évolution du score : 3-0, 3-3, 6-3, 9-3, 16-3, mt, 21-3, 21-10, 21-17, 24-17, 27-17, 34-17
Les Néo-Zélandais sont dominateurs en première mi-temps (71 % de possession de balle, 79 % d’occupation du camp adverse) mais ils ne parviennent à se détacher qu'à la 39e minute sur un essai de leur ailier Nehe Milner-Skudder après une longue séquence de jeu. Ils prennent le large dès le début du second acte grâce à un deuxième essai signé Ma'a Nonu au bout d'une course de 45 mètres (21-3), mais l'expulsion temporaire à la 52e minute de leur arrière Ben Smith change la donne. Coup sur coup, en supériorité numérique, l'Australie marque deux essais transformés par David Pocock et Tevita Kuridrani pour revenir à quatre points à l'heure de jeu (21-17). De nouveau à 15, les All Blacks reprennent ensuite leur domination territoriale, et par un drop tapé sans élan des 40 mètres, puis une pénalité de 50 mètres, Daniel Carter leur redonne dix points d'avance (27-17) à cinq minutes de la fin. L'ouvreur Néo-Zélandais marque dix-neuf points en tout dans cette finale. La victoire des All Blacks est parachevée sur un contre par le remplaçant Beauden Barrett qui part aplatir à la dernière minute. À l'issue de la première finale de Coupe du monde à cinq essais, la Nouvelle-Zélande devient la première équipe triple championne du monde et la première à conserver son titre. Pour la première fois aussi, elle réussit à être sacrée hors de ses terres, puisque ses victoires de 1987 et 2011 avaient été obtenues sur son terrain de l'Eden Park d'Auckland.

## Bilan de la Coupe du monde

### Équipes et joueurs en évidence

#### Meilleurs marqueurs d'essais
Les dix meilleurs marqueurs d'essais sont détaillés ci-après :
| Rang | Joueur              | Pays             | Essais |
| ---- | ------------------- | ---------------- | ------ |
| 1    | Julian Savea        | Nouvelle-Zélande | 8      |
| 2    | Nehe Milner-Skudder | Nouvelle-Zélande | 6      |
| 3    | Gareth Davies       | Pays de Galles   | 5      |
| 3    | Bryan Habana        | Afrique du Sud   | 5      |
| 3    | Juan Imhoff         | Argentine        | 5      |
| 3    | JP Pietersen        | Afrique du Sud   | 5      |
| 7    | Adam Ashley-Cooper  | Australie        | 4      |
| 7    | Drew Mitchell       | Australie        | 4      |
| 7    | Tommy Seymour       | Écosse           | 4      |
| 7    | DTH van der Merwe   | Canada           | 4      |

#### Meilleurs réalisateurs
Les dix meilleurs marqueurs de points sont donnés avec le détail de leur performance (nombre d'essais, de transformations, de pénalités et de drop goals) :
| Rang | Joueur          | Équipe           | Points | Essais | Transf. | Pén. | Drops |
| ---- | --------------- | ---------------- | ------ | ------ | ------- | ---- | ----- |
| 1    | Nicolás Sánchez | Argentine        | 97     | 1      | 13      | 20   | 2     |
| 2    | Handré Pollard  | Afrique du Sud   | 93     | 0      | 9       | 23   | 2     |
| 3    | Bernard Foley   | Australie        | 82     | 2      | 12      | 16   | 0     |
| 3    | Daniel Carter   | Nouvelle-Zélande | 82     | 0      | 23      | 10   | 2     |
| 5    | Greig Laidlaw   | Écosse           | 79     | 1      | 13      | 16   | 0     |
| 6    | Ayumu Goromaru  | Japon            | 58     | 1      | 7       | 13   | 0     |
| 7    | Dan Biggar      | Pays de Galles   | 56     | 0      | 4       | 15   | 1     |
| 8    | Tommaso Allan   | Italie           | 44     | 1      | 6       | 9    | 0     |
| 9    | Owen Farrell    | Angleterre       | 43     | 0      | 8       | 8    | 1     |
| 10   | Julian Savea    | Nouvelle-Zélande | 40     | 8      | 0       | 0    | 0     |

#### Bilan par équipe
Outre les quatre premières, les équipes sont classées (à titre indicatif) selon :
1. la phase de la compétition atteinte ;
2. le classement à l'issue du premier tour ;
3. les points de classement à l'issue du premier tour ;
4. la différence de points à la fin des deux tours.

| Rang             | Phase         | Équipe           | M  | V  | N | D  | PM   | PE   | Diff.P | EM  | EE  | Diff.E | Rang Poule | Pts Poule | BO  | BD  |      |      |
| 1                | Vainqueur     | Nouvelle-Zélande | 7  | 7  | 0 | 0  | 290  | 97   | +193   | 39  | 6   | +33    | 1re        | 19        | 3   | 0   | 5    | 0    |
| 2                | Finaliste     | Australie        | 7  | 6  | 0 | 1  | 222  | 118  | +104   | 28  | 8   | +20    | 1re        | 17        | 1   | 0   | 4    | 0    |
| 3                | Troisième     | Afrique du Sud   | 7  | 5  | 0 | 2  | 241  | 108  | +133   | 26  | 8   | +18    | 1re        | 16        | 3   | 1   | 3    | 0    |
| 4                | Quatrième     | Argentine        | 7  | 4  | 0 | 3  | 250  | 143  | +107   | 27  | 15  | +12    | 2e         | 15        | 3   | 0   | 5    | 0    |
| 5                | 1/4 de finale | Irlande          | 5  | 4  | 0 | 1  | 154  | 78   | +76    | 18  | 6   | +12    | 1re        | 18        | 2   | 0   | 2    | 0    |
| 6                | 1/4 de finale | Écosse           | 5  | 3  | 0 | 2  | 170  | 128  | +42    | 17  | 14  | +3     | 2e         | 14        | 2   | 0   | 3    | 0    |
| 7                | 1/4 de finale | France           | 5  | 3  | 0 | 2  | 133  | 125  | +8     | 13  | 15  | -2     | 2e         | 14        | 2   | 0   | 1    | 0    |
| 8                | 1/4 de finale | Pays de Galles   | 5  | 3  | 0 | 2  | 130  | 85   | +45    | 12  | 3   | +9     | 2e         | 13        | 1   | 0   | 1    | 0    |
| 9                | 3e poule B    | Japon            | 4  | 3  | 0 | 1  | 98   | 100  | -2     | 9   | 12  | -3     | 3e         | 12        | 0   | 0   | 1    | 0    |
| 10               | 3e poule A    | Angleterre       | 4  | 2  | 0 | 2  | 133  | 75   | +58    | 16  | 5   | +11    | 3e         | 11        | 2   | 1   | 1    | 0    |
| 11               | 3e poule D    | Italie           | 4  | 2  | 0 | 2  | 74   | 88   | -14    | 7   | 8   | -1     | 3e         | 10        | 1   | 1   | 0    | 0    |
| 12               | 3e poule C    | Géorgie          | 4  | 2  | 0 | 2  | 53   | 123  | -70    | 5   | 16  | -11    | 3e         | 8         | 0   | 0   | 3    | 0    |
| 13               | 4e poule B    | Samoa            | 4  | 1  | 0 | 3  | 69   | 124  | -55    | 7   | 13  | -6     | 4e         | 6         | 1   | 1   | 3    | 0    |
| 14               | 4e poule C    | Tonga            | 4  | 1  | 0 | 3  | 70   | 130  | -60    | 8   | 17  | -9     | 4e         | 6         | 1   | 1   | 1    | 0    |
| 15               | 4e poule A    | Fidji            | 4  | 1  | 0 | 3  | 84   | 101  | -17    | 10  | 11  | -1     | 4e         | 5         | 1   | 0   | 3    | 0    |
| 16               | 4e poule D    | Roumanie         | 4  | 1  | 0 | 3  | 60   | 129  | -69    | 7   | 17  | -10    | 4e         | 4         | 0   | 0   | 4    | 0    |
| 17               | 5e poule D    | Canada           | 4  | 0  | 0 | 4  | 58   | 131  | -73    | 7   | 16  | -9     | 5e         | 2         | 0   | 2   | 3    | 0    |
| 18               | 5e poule C    | Namibie          | 4  | 0  | 0 | 4  | 70   | 174  | -104   | 8   | 25  | -17    | 5e         | 1         | 0   | 1   | 6    | 0    |
| 19               | 5e poule B    | États-Unis       | 4  | 0  | 0 | 4  | 50   | 156  | -106   | 5   | 20  | -15    | 5e         | 0         | 0   | 0   | 1    | 0    |
| 20               | 5e poule A    | Uruguay          | 4  | 0  | 0 | 4  | 30   | 226  | -196   | 2   | 36  | -34    | 5e         | 0         | 0   | 0   | 3    | 1    |
| Total            | —             | —                | 48 | 48 | 0 | 48 | 2439 | 2439 | 0      | 271 | 271 | 0      | -          | 191       | 23  | 8   | 50   | 1    |
| Nombre de matchs | —             | —                | -  | -  | - | -  | 48   | 48   | -      | 48  | 48  | -      | -          | -         | 40  | 40  | 48   | 48   |
| Moyenne          | —             | —                | -  | -  | - | -  | 50,8 | 50,8 | -      | 5,6 | 5,6 | -      | -          | -         | 0,6 | 0,2 | 1,04 | 0,02 |

Remarques
L'équipe d'Italie est la plus vertueuse : aucun carton.
La Namibie a le plus grand total de cartons : six jaunes.
Enfin l'équipe d'Uruguay est la seule à avoir un joueur expulsé (carton rouge).

### Bilan sportif
Pour sa troisième participation à la Coupe du monde, le Sud-Africain Bryan Habana inscrit cinq essais, portant son total personnel à quinze, après huit en 2007 et deux en 2011. Ce total est égal à celui du All Black Jonah Lomu, établi en 1999. Si Habana marque son cinquième essai de l'édition en phase de poule, il n'en inscrit aucun pendant les phases finales, ce qui lui aurait permis de dépasser le Néo-Zélandais.
Le Néo-Zélandais Julian Savea égale aussi un record d'essais sur une édition, celui de Jonah Lomu et de Bryan Habana, soit huit essais marqués respectivement en 1999 et 2007. Il compte entre autres deux triplés face à la Géorgie et à la France et un doublé contre la Namibie.
Avec 271 essais inscrits en 48 matchs, ce total est supérieur à celui de l'édition 2011 de 241 essais. Si ce nombre d'essais ne représente pas le record toutes éditions confondues, c'est le cas de celui de la finale avec cinq réalisations. La rencontre avec le plus grand écart est celle entre l'Afrique du Sud et les États-Unis, conclu sur le score de 64 à rien. Le quart de finale entre la Nouvelle-Zélande et la France voit deux nouveaux records tomber : celui du nombre de points inscrits en phase finale, qui est de 62, ainsi que le plus grand écart sur un match de phase finale, de 49 points.
En huit éditions, les nations de l'hémisphère Sud ont réussi à remporter sept fois le trophée, seule l'Angleterre a pu contester leur suprématie en 2003. De plus, seules des nations du Sud sont représentées dans le carré final de cette édition, un scénario qui ne s'était jamais produit depuis la première Coupe du monde.

### Bilan économique et popularité

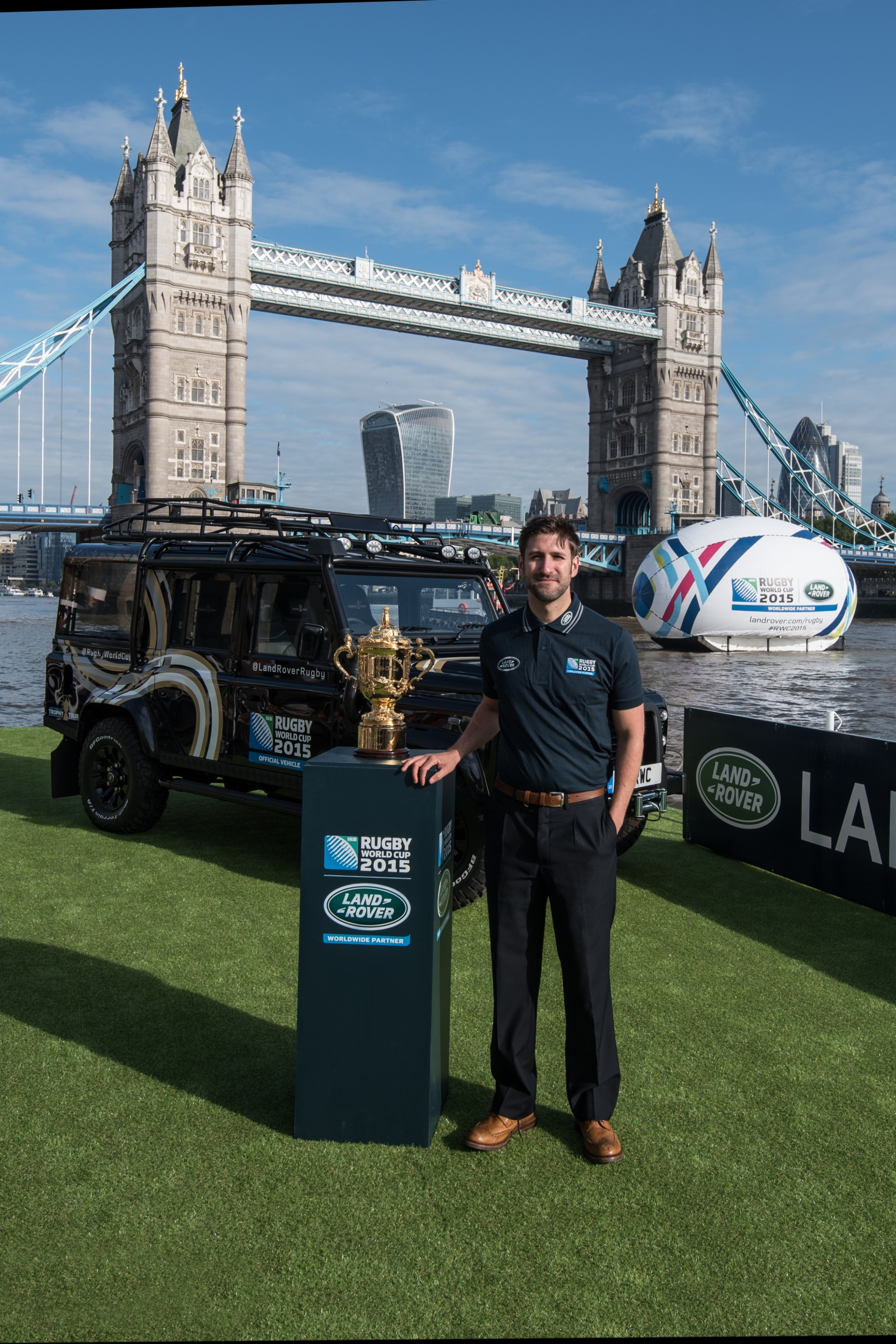
Publicité de Land Rover, sponsor de la Coupe du monde.

Le taux de remplissage des stades de 97 % surpasse le record de 93 % de l'édition 2007 jouée en France. Le nombre de billets vendus est de 2 477 805, contre 2 263 223 huit ans plus tôt. En marge des rencontres, des fanzones, proposant des animations pour le public, sont organisées en nombre pour faire face à la demande. Les estimations donnent un nombre entre 1,5 et 2 millions de personnes ayant participé à ces événements sur stand.
Le record d'affluence sur un match de Coupe du monde est battu à deux reprises durant cette édition. La rencontre Nouvelle-Zélande - Argentine accueille le 20 septembre 89 019 spectateurs au stade de Wembley. Quelques jours plus tard, ce record est à nouveau battu dans le même stade, avec 89 267 spectateurs venus voir l'Irlande jouer la Roumanie le 11 octobre. Le record de téléspectateurs sur un match a également été battu : plus de 25 millions de Japonais étaient devant leur téléviseur le 3 octobre pour regarder le match de leur équipe contre celle des Samoa. Il était jusqu'alors détenu par les Français, qui furent 18,3 millions pour voir la demi-finale contre l'Angleterre en 2007.
Sur un plan financier, l'organisation de la Coupe du monde a permis de dégager 210 millions de (livres sterling (£)) de produit net pour World Rugby, surpassant les chiffres des anciennes éditions de la compétition. Ils sont répartis entre les vingt nations participantes : 8,5 millions £ sur quatre ans pour les dix équipes du Tier 1 (correspondant aux nations disputant le Tournoi des Six Nations et le Rugby Championship), et 5 millions £ sur quatre ans pour les dix autres équipes. L'économie britannique bénéficie quant à elle d'un retour net de 1,4 million €.